# Осада Александрии (1801)
Осада Александрии — последнее сражение Египетской кампании. Французы удерживали Александрию, укрепленный город на севере Египта, со 2 июля 1798 года до 2 сентября 1801 года.

## Предпосылки
Битва при Александрии между англичанами и французами 21 марта 1801 года привела к поражению французов. После этой неудачи французы под командованием Мену отступили в Александрию. После смерти Эберкромби, главнокомандующим британской армией стал Джон Хэли-Хатчинсон. Он вознамерился осадить Александрию.
Хатчинсон оставил генерала Эр Кута с 6000 солдатами около Александрии, и выслал отряд под командованием барона Шарля де Хомпеша для захвата Розетты. После этого, Хели-Хатчинсон с основными силами выступил вглубь страны доль берега Нила. В середине июня он подошел к Каиру. Соединившись с турецкими войсками, Хатчинсон осадил Каир и 27 июня французский гарнизон под командованием генерала Августина Даниэля Бельяра капитулировал на почетных условиях. Генерал Джон Мур сопроводил пленных к побережью возле Розетты.

## Осада
Взяв Каир, Хатчинсон выступил обратно на Александрию. У него было около тридцати пяти батальонов. В то время как часть английских войск предприняла отвлекающую атаку на восток, Кут высадился 16 августа на западе, где столкнулся с гарнизоном форта Марабут, однако в конце концов форт удалось взять штурмом. После этого Мену продолжал оборону, но положение французских солдат становилось все более отчаянным. Мену понял, что его положение безнадёжно и 26 августа капитулировал, также, как и Бельяр, на почётных условиях.

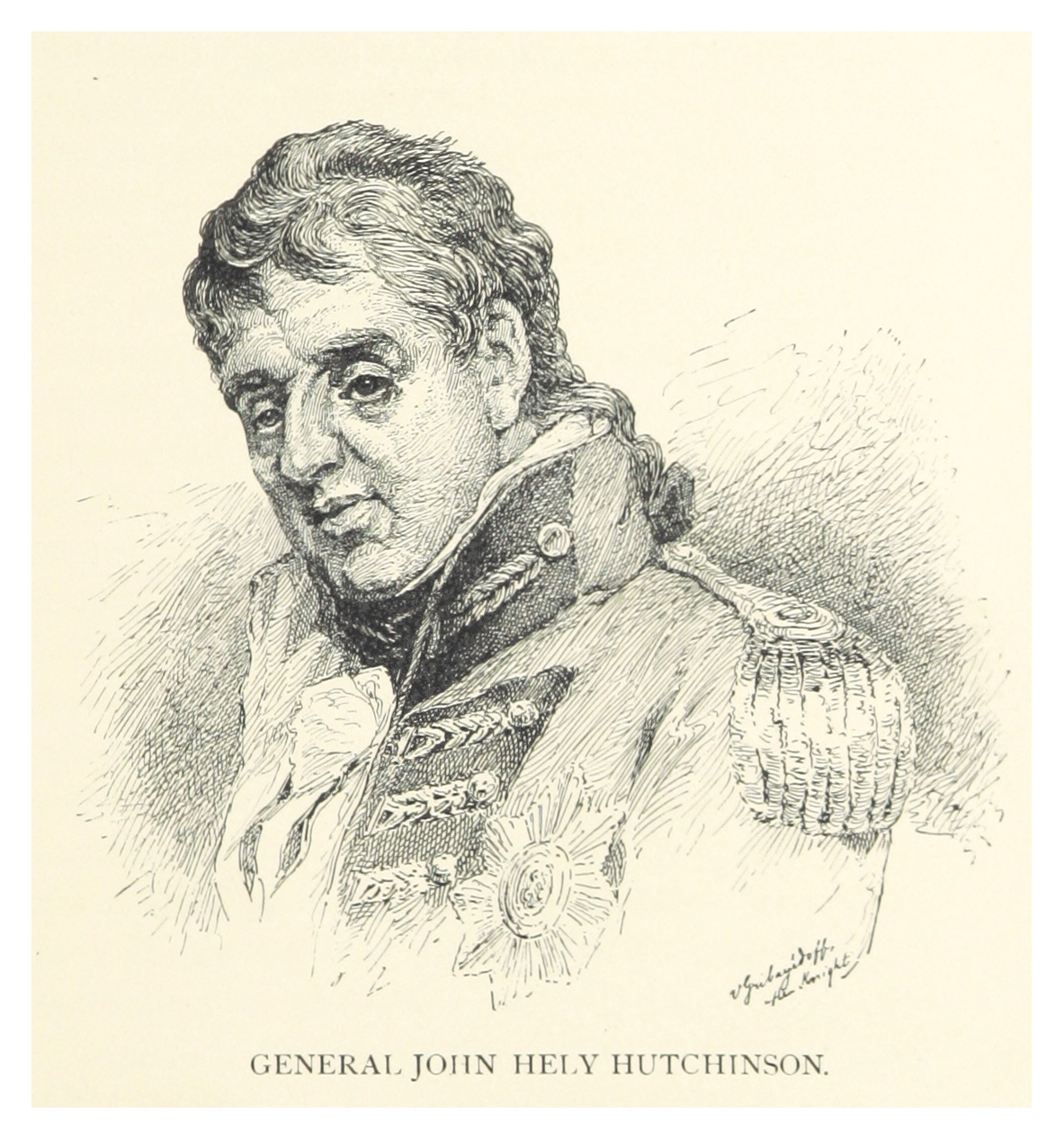
Английский командующий Хатчинсон.
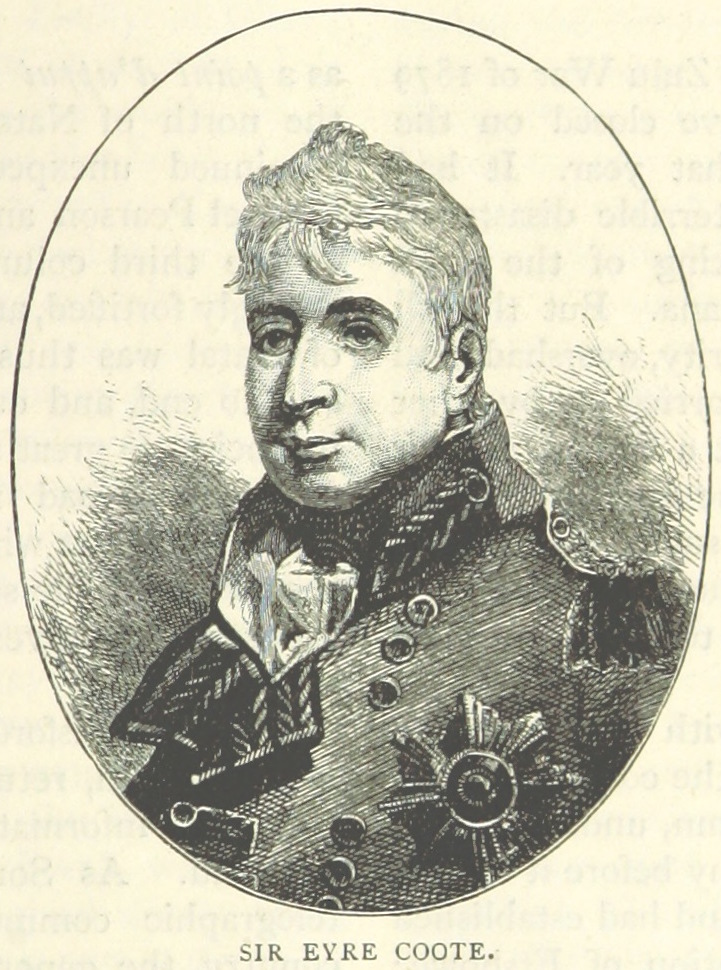
Английский генерал Кут.
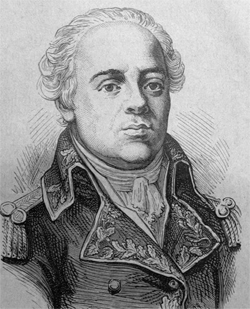
Французский командующий Мену.

## Последствия
2 сентября около 10 000 французов сдались на условиях, позволивших им вернуться во Францию с оружием и знамёнами на британских судах. Но все французские корабли и пушки в Александрии были оставлены англичанам.
Захваченные в порту фрегаты Египтянка и  Леобен были отправлены в Великобританию, а фрегат  Справедливость, венецианский линкор  Каусса, фрегат Мантуя, турецкий корвет Халил бек и Салабатнаме были отданы туркам.
Историки рассказывают, что французские солдаты, разочарованные командованием Французской Революционной армии, постепенно отказались от высоких стандартов поведения. Многие солдаты отказались продлить присягу Республики или делали это без энтузиазма, некоторые пожелали остаться в Египте.
В своих мемуарах, военный хирург барон Доминик Жан Ларрей вспоминает, как потребление конины помогло французам обуздать эпидемию цинги.

## Розеттский камень
После капитуляции французов возник спор по поводу произведений древнеегипетского искусства, собранных французскими учёными. Одним из ключевых артефактов был Розеттский камень, обнаруженный в середине июля 1799 года. Мену отказался передать находки англичанам, утверждая, что они принадлежат Франции. Как именно камень оказался в руках англичан, является загадкой. Полковник Тёрнер, который сопроводил камень в Великобританию, заявил позже, что он лично отобрал его у Мену и увёз его на лафете. Тёрнер доставил камень в Великобританию на борту Египтянки в феврале 1802 года. 11 марта он был представлен Обществу антикваров Лондона. Позже он был доставлен в Британский музей, где хранится и по сей день.